# Gat marsupial de Nova Guinea
El gat marsupial de Nova Guinea (Dasyurus albopunctatus) és una espècie de marsupial carnívor originari de Nova Guinea. És el segon marsupial carnívor més gran vivent de Nova Guinea.